# اسورا (فیلم ۲۰۱۵)
«اسوراها» (انگلیسی: Asura) یک فیلم است که در سال ۲۰۱۵ منتشر شد.